# 瑞致達
瑞致達公司是一家提供信託、受信、企業和基金服務的環球獨立供應商，主要服務國際企業、機構投資者和高淨值財富人士及其家族。在40個司法管轄區僱用超過2,300名專業人士，集團全球總部位於香港。

## 歷史
瑞致達於2006年經管理層收購一個在倫敦和澤西島的受託和信託業務而成立。其後在歐洲開設更多的辦事處，並於2009年在香港開設了第一個亞洲辦事處。
2009年11月，一間歐洲私募股權投資公司IK Investment Partners（前身為Industri Kapital）收購了瑞致達的多數股權。
2011年3月，與亞洲的公司註册及相關服務市場的OIL集團公司合併
。

## 組織架構
瑞致達現時在全球多個司法管轄區設有辦事處。
- 亞洲： 北京、廣州、香港、上海、深圳、新加坡、台灣、阿拉伯聯合大公國、馬來西亞

- 歐洲： 比利時、塞浦路斯、日內瓦、德國、都柏林、澤西島、盧森堡、馬爾他、荷蘭、西班牙、英國、蘇黎世、楚格、斯洛伐克、保加利亞、捷克、愛爾蘭、匈牙利

- 美洲： 英屬維爾京群島、庫拉索島、美國

- 非洲： 毛里裘斯

- 大洋洲：新西蘭

## 獎項
- Wealth Briefing Asia Hong Kong“最佳獨立信託/受信公司”獎項 [10]
- Acquisition International Fund Awards“年度最佳基金成立及行政管理公司”獎項 [11]
- Citywealth International Financial Centre Awards“年度最佳信託公司”獎項 [12]

## 赞助
- 香港雙體船會Hobie亞錦賽[13]
- 國際財政協會第7屆拉丁美洲區域會議 2015[14]
- Mergermarket 德國併購與私募股權投資論壇 2015[15]

## 外部連結
- 官方网站